# Voo Olympic Aviation 545
Em 3 de agosto de 1989, o Voo Olympic Aviation 545, operado por um Shorts 330-200, colidiu com o Monte Kerkis envolto em nuvens em Samos devido aos pilotos que usavam as regras de voo visual em condições de regras de voo por instrumentos. Todos a bordo morreram. É o pior acidente aéreo envolvendo um Shorts 330.